# Urdok III
Der Urdok III (auch Urdok Kangri III) ist ein 6954 m hoher Berg im Karakorum. 
Er ist ein Gipfel des Urdok-Kamms und somit Teil der Gasherbrum-Gruppe. Der Urdok III ist vermutlich noch unbestiegen.